# Herodes Archelaos
Herodes Archelaos (řecky Ἡρώδης Ἀρχέλαος, Héródés Archelaos; 23 př. n. l. – asi 18 n. l.) byl po dobu devíti let (cca 4 př. n. l. až 6 n. l.) tetrarchou Samaří, Judska a Idumey (biblického Edómu) včetně měst Caesarea a Jaffa. Archelaos byl sesazen římským císařem Augustem, když byla v době Quiriniova sčítání lidu provincie Judea dána pod přímou římskou vládu. Byl synem Heroda Velikého a Samaritánky Maltake, bratrem Héróda Antipa a nevlastním bratrem Heroda II. Archelaos (jméno znamená „vůdce lidu“) se dostal k moci po smrti svého otce Heroda Velikého v roce 4 př. n. l. a ovládal o něco víc než polovinu území, kterému vládl jeho otec.
V Novém zákoně se Herodes Archelaos přímo zmiňuje jen jednou, a sice ve verši Mt 2,22, kde se jeho nástup k moci udává jako příčina návratu Svaté rodiny z egyptského vyhnanství zpět do Galileje. Možná je také inspirací postavy pána, který odjíždí, aby žádal o královskou hodnost, v podobenství o svěřených talentech (Lk 19,11–27), jelikož se Archelaos po smrti otce odebral do Říma žádat císaře Augusta o nástupnictví.